# Peer Gynt (1915)
Peer Gynt is een Amerikaanse dramafilm uit 1915 onder regie van Oscar Apfel en Raoul Walsh. Het scenario is gebaseerd op het gelijknamige toneelstuk uit 1867 van de Noorse auteur Henrik Ibsen.

## Verhaal
De Noorse boer Peer Gynt trekt de wereld rond op zoek naar roem en liefde. Na verschillende avonturen wordt hij uiteindelijk gered door zijn jeugdliefde Solveig.

## Rolverdeling
| Acteur            | Personage       |
| ----------------- | --------------- |
| Cyril Maude       | Peer Gynt       |
| Myrtle Stedman    | Solveig         |
| Fanny Stockbridge | Åse             |
| Mary Reubens      | Anitra          |
| Mary Ruby         | Ingrid          |
| Winifred Bryson   | Annabel Lee     |
| Evelyn Duncan     | Virginia Thorne |
| Kitty Stevens     | Notanah         |
| Herbert Standing  | Sint-Pieter     |
| Charles Ruggles   | Knopenmaker     |
| William Desmond   | Predikant       |
| Juan de la Cruz   | Robert          |